# Eugene Mirman
Eugene Boris Mirman (in russo Евгений Борисович Мирман?, Evgenij Borisovič Mirman; Mosca, 24 luglio 1974) è un comico, scrittore e doppiatore russo naturalizzato statunitense.

## Biografia
Mirman nacque a Mosca da genitori ebrei. La sua famiglia emigrò negli Stati Uniti quando aveva quattro anni e mezzo.
Mirman frequentò la William Diamond Middle School e la Lexington High School a Lexington, nel Massachusetts, e l'Hampshire College nel Massachusetts. Mirman si laureò in commedia, con una routine di un'ora come sua tesi. Durante l'estate frequentò il Camp Tohkomeupog a Madison, nel Wisconsin. Nel 2009 tornò nella sua scuola superiore per tenere un discorso d'apertura. Nel 2012 tornò in Hampshire per tenere un altro discorso d'apertura.

## Doppiatori italiani
Nelle versioni in italiano dei suoi film, Eugene Mirman è stato doppiata da:
- Gianluca Machelli in Flight of the Conchords
- Riccardo Scarafoni in Crashing

Da doppiatore è sostituito da:
- Roberto Stocchi in Archer
- Alessio De Filippis in Bob's Burgers, Bob's Burgers - Il film, I Simpson